# Milicia Ustacha
La Milicia Ustacha (Ustaška vojnica en croata) era el ejército del partido Ustacha, establecido por el régimen fascista de Ante Pavelić en el Estado Independiente de Croacia (NDH), Estado títere del Eje en Yugoslavia durante la Segunda Guerra Mundial.
A lo largo de su existencia, la Milicia Ustacha experimentó diversas reorganizaciones en su estructura, que se expandió para incluir a todos los elementos armados del gobierno del NDH que no formasen parte de la Guardia Nacional Croata, la Armada y la Fuerza Aérea. Fue amalgamada con la Guardia Nacional entre diciembre de 1944 y enero de 1945 para formar las Fuerzas Armadas Croatas (Hrvatske oružane snage, HOS), aunque la unión no resultó en una organización homogénea y los antiguos oficiales de la Milicia Ustacha dominaron sus operaciones y mantuvieron la mayoría de los puestos de mando de las HOS.
La Milicia Ustacha fue responsable de algunas de las mayores atrocidades cometidas durante la Segunda Guerra Mundial y desempeñó un papel clave en el establecimiento y operación de unos veinte campos de concentración en el NDH. Entre sus unidades más importantes estaban la Legión Negra (Crna Legija) al mando de Jure Francetić y Rafael Boban, y las Brigadas de Defensa ustacha, al mando de Vjekoslav Luburić.

## Formación y cambios organizativos
La Milicia Ustacha fue creada el 11 de abril de 1941, cuando el mariscal Slavko Kvaternik nombró un mando separado para controlar a los diversos grupos armados voluntarios que se habían formado espontáneamente en el NDH mientras el Real Ejército Yugoslavo se desintegraba ante la invasión del Eje. El 10 de mayo de 1941, Ante Pavelić emitió una orden especial que detallaba su organización formal. Sin embargo, algunos de los grupos que se habían formado inicialmente en diversas localidades eran unidades ustacha irregulares o "silvestres" que no fueron incluidas en la organización formal, que al comienzo solo tenía cuatro mil quinientos hombres. El número de tropas irregulares ustachas a lo largo del NDH se calculaba entre los veinticinco y los treinta mil hombres. Tanto las unidades ustacha regulares como las irregulares pronto participaron en atrocidades contra serbios, judíos, gitanos y todos los opositores reales y supuestos del régimen ustacha.
La milicia estaba formada principalmente de voluntarios, y solamente el 25% de sus oficiales eran militares profesionales. Fue adoctrinada en la ideología ustacha y comprometida a defender a Pavelić y el régimen ustacha. Aunque Pavelić era su comandante en jefe titular, en la práctica él no ejerció control sobre sus operaciones militares, ya que en campaña las formaciones y unidades ustacha eran puestas bajo el mando de la Guarda Nacional o de fuerzas del Eje. La milicia tenía en sus filas a un número significativo de musulmanes, aunque este se redujo después de mediados de 1943 y no tuvo líderes musulmanes, ya que pocos lograron ascender en el escalafón. La Milicia Ustacha también incluyó a la pequeña milicia alemana (Einsatzstaffel der Deutschen Mannschaft en alemán) que fue creada en julio de 1941, la cual alcanzó en junio de 1942 una fuerza de mil quinientos soldados y mil doscientos reservistas. La principal tarea de la Einsatzstaffel fue proteger a las comunidades alemanas, especialmente en Eslavonia y Sirmia.
En agosto de 1941 se creó el Servicio de Vigilancia Ustacha (Ustaška nadzorna služba) para combatir las actividades antiustacha dentro del NDH. El Servicio de Vigilancia estaba formado por cuatro elementos: la Policía ustacha, el Servicio Secreto ustacha, las Brigadas de Defensa ustacha y agentes. El jefe del Servicio de Vigilancia fue nombrado por Pavelić y respondía directamente ante este.
En general, el comportamiento descontrolado de los ustacha atrajo a ciertos elementos criminales a la Milicia Ustacha. Esto fue reconocido por el propio Pavelić, que usó, sin embargo, a estos elementos como conveniente chivo expiatorio de las acciones cometidas por el núcleo del movimiento ustacha.

### Formación de unidades especiales
A fines de 1941, se formó una unidad de la Milicia Ustacha conocida como la Legión Negra (Crna Legija) principalmente a partir de refugiados musulmanes y croatas de aldeas en Bosnia oriental, donde los chetniks y los partisanos ya habían cometido matanzas a gran escala. La Legión, que tenía una fuerza de entre mil y mil quinientos hombres, se ganó una feroz reputación al luchar tanto contra los chetniks como contra los partisanos, siendo responsable por masacres a gran escala de civiles serbios. Al principio estuvo bajo el mando del teniente coronel Jure Francetić, y después de ser eliminado por los partisanos en diciembre de 1942, por el Mayor Rafael Boban. Fue desplegada en distintas zonas del NDH, pasando integrarse en la 5.ª División de las HOS en diciembre de 1944; Boban fue ascendido a general para mandar la división.
La otra fuerza especial eran las Brigadas de Defensa ustacha, que estaban bajo el mando de Vjekoslav Luburić, las cuales prontamente se ganaron una reputación de ser sumamente brutales. Las Brigadas administraban la serie de campos de concentración establecidos por el régimen ustacha. Al igual que la Legión, también combatieron a los chetniks y partisanos, siendo responsables de tropelías a gran escala y terror contra la población serbia.

### Reorganización de 1942

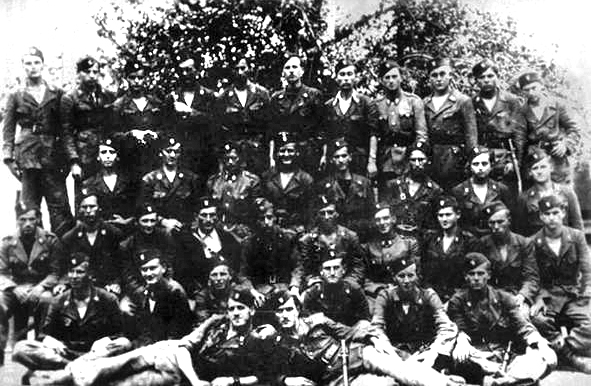
Soldados de la Milicia Ustacha de Tomislavgrad.

El 18 de marzo de 1942, un decreto ley organizó a las Fuerzas Armadas en la Guardia Nacional, la Armada, la Fuerza Aérea, la Gendarmería y la Milicia Ustacha. Mediante el decreto especial del 26 de junio de 1942, la Gendarmería, que anteriormente formaba parte de la Guardia Nacional, pasó a ser parte de la Milicia Ustacha y fue puesta bajo el mando del Coronel ustacha Vilko Pečnikar. En julio y agosto de 1942, la milicia tomó el control de todas las Fuerzas Armadas del NDH, a excepción de la Guardia Nacional, la Armada y la Fuerza Aérea. En aquel entonces la milicia consistía en los milicianos regulares, la guardia personal de Pavelić, las tropas de seguridad ferroviaria, la Gendarmería, la Policía, el Servicio de Vigilancia Ustacha, el centro educativo ustacha, el servicio preparatorio ustacha y la corte disciplinaria. El Servicio de Vigilancia Ustacha incluía a las Brigadas de Defensa ustacha, que habían sido fundadas a fines de 1941. Las Brigadas de Defensa llevaron a cabo operaciones contra los chetniks y los partisanos, cometieron atrocidades contra la población serbia, judía y gitana del NDH y administraron los campos de concentración ustacha, inclusive el campo de concentración de Jasenovac.
Después de la renuncia del mariscal Kvaternik como ministro del Ejército y comandante en jefe en octubre de 1942, las relaciones entre la Milicia Ustacha y la Guardia Nacional Croata se deterioraron aún más, en detrimento de la Guardia Nacional.

### 1943
En mayo de 1943, había unos treinta batallones regulares de milicianos con fuerzas variables. En aquel entonces, doce fueron desplegados en las zonas de ocupación italiana, principalmente en la Zona III, mientras que el resto estuvo trabajando con las brigadas de infantería ligera y de montaña de la Guardia Nacional, así como con la policía SS germano-croata. Este patrón de despliegue se aplicó hasta la fusión de la Guardia Nacional y la Milicia en diciembre de 1944. En junio de 1943 se abolió el Servicio de Vigilancia Ustacha, siendo sus funciones transferidas al Ministerio del Interior. Sin embargo, las Brigadas de Defensa ustacha bajo el mando de Luburić continuaron operando de forma independiente. Para septiembre de 1943, poco después de la rendición italiana, la Milicia Ustacha incluía veinticinco batallones regulares (veintidós mil quinientos hombres), más la guardia personal de Pavelić de unos seis mil hombres y unos dieciocho mil hombres de la Gendarmería, así como muchos otros pequeños grupos armados.
En octubre de 1943, el comandante en jefe alemán para el sudeste de Europa, Generalfeldmarschall Maximilian von Weichs, hizo una propuesta al Oberkommando der Wehrmacht que incluía la fusión de la Milicia Ustacha con la Guardia Nacional Croata. La propuesta efectivamente recomendaba retirar a los ustacha del poder como parte de los rápidos cambios en la administración del NDH. Aunque la propuesta fue tomada en consideración por Hitler, este decidió no aplicarla, principalmente por la cantidad de tropas alemanas adicionales que hubiesen sido necesarias para aplicarla.

### Fusión con la Guardia Nacional Croata
El 1 de diciembre de 1944, la Milicia Ustacha y la Guardia Nacional Croata fueron fusionadas y organizadas en dieciséis divisiones distribuidas en tres cuerpos. En aquel entonces, la Milicia Ustacha estaba formada por unos setenta y seis mil oficiales y soldados. Esta cifra no incluía a las Brigadas de Defensa ustacha, con diez mil hombres, que se mantuvieron fuera de las Fuerzas Armadas. Los ustacha con adecuada experiencia y algunos oficiales que eran militares de carrera y muy leales a Pavelić fueron instalados en todos los puestos clave.
La nueva fuerza fue llamada Fuerzas Armadas Croatas (Hrvatske oružane snage, HOS), pero la fusión solamente consistió en combinar las formaciones existentes tales como las brigadas de la Milicia Ustacha y los regimientos de la Guardia Nacional Croata como elementos separados bajo un mando de división común. Los uniformes, equipos y logística parecen haber continuado igual a como eran antes de la fusión. En marzo de 1945, las Brigadas de Defensa ustacha fueron incorporadas a las HOS.

## Despliegues dentro del NDH
Cuando los italianos reocuparon en 1941 la Zona II y la Zona III, asumieron el control de casi un tercio del territorio del NDH, y ordenaron a todas las unidades de la Milicia Ustacha (a las cuales acusaron de excesos contra la población serbia del NDH) y a la mayoría de las unidades de la Guardia Nacional que se retirasen de aquellas zonas. El Gobierno del NDH protestó vigorosamente, pero los italianos no cedieron y en cambio emplearon unidades auxiliares chetniks para mantener la paz en el territorio ocupado. De hecho, incluso en septiembre de 1942, no más de unos mil miembros de la Milicia Ustacha permanecían en la Zona II, y hasta ellos se encontraban bajo mando y control italianos.
A mediados de 1942, los alemanes tomaron el mando de todas las tropas del NDH que operaban con ellos al norte de la línea de demarcación italo-alemana.

## Reputación combativa
La Milicia Ustacha se distinguía en casi todos los aspectos de la Guardia Nacional Croata, cuyos miembros eran principalmente reclutas. Mientras que la Guardia Nacional estaba mal equipada y padeció abundantes deserciones desde fines de 1942 en adelante, la Milicia Ustacha estaba formada por jóvenes voluntarios adoctrinados y bien equipados, que eran leales a Pavelić y al NDH. A pesar de ser indisciplinados, les gustaba luchar y eran decididos en el combate. No fue sino a mediados de 1944 cuando las unidades de la Milicia Ustacha empezaron a sufrir cuantiosas deserciones, aunque estas nunca alcanzaron la escala de las de la Guardia Nacional. A causa de su gran confianza, las unidades de la Milicia Ustacha se empleaban en los flancos de unidades de la Guardia Nacional sospechosas que combatían a los partisanos, a fin de evitar deserciones en masa durante las operaciones.

## Operaciones antipartisanos y atrocidades

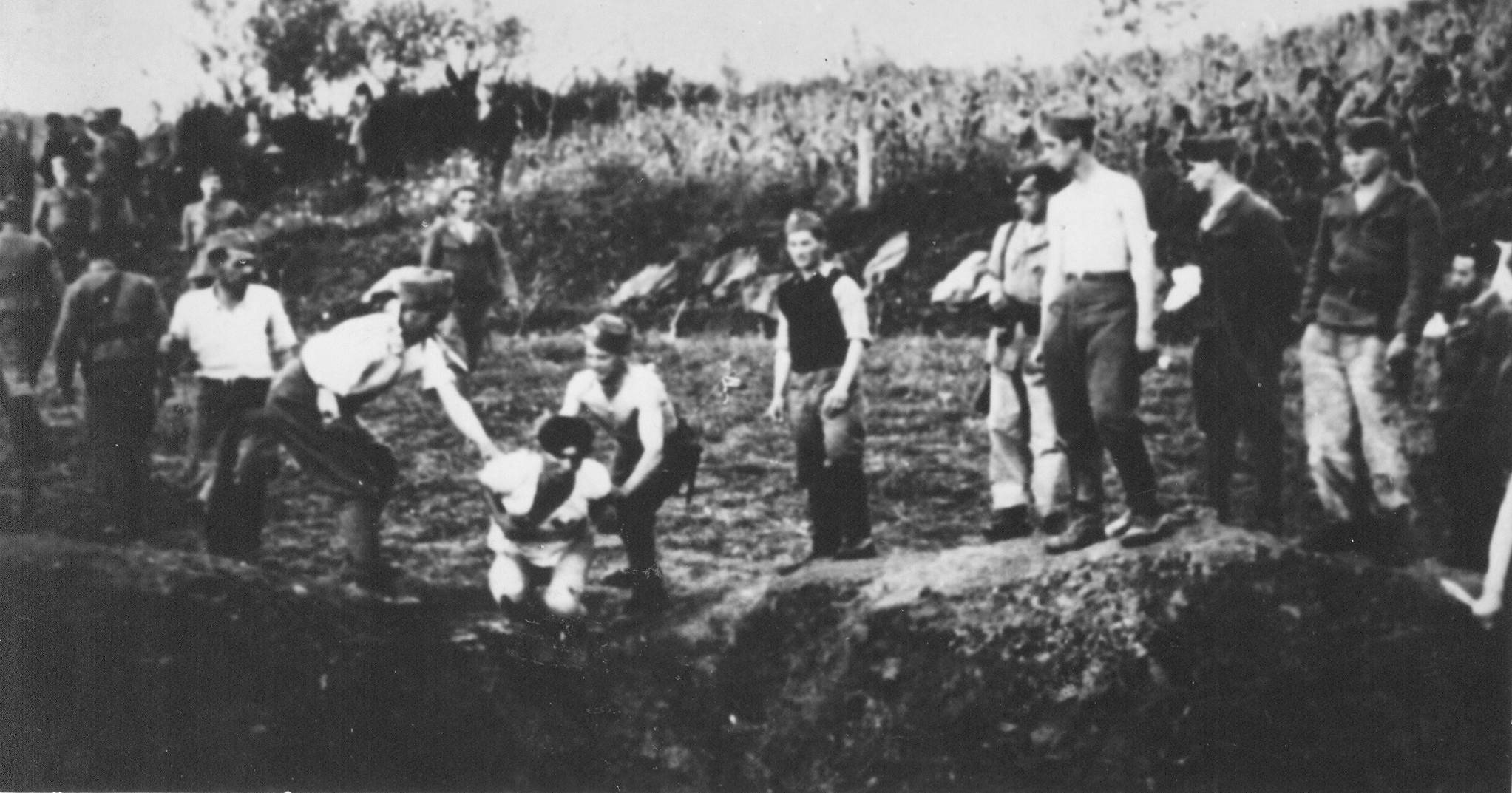
Milicianos ustacha ejecutan prisioneros cerca del campo de concentración de Jasenovac.

La Milicia Ustacha cometió muchos abusos y atrocidades contra la población serbia que vivía en el territorio del NDH. En mayo de 1941, en el pueblo de Glina, a solo 50 km de Zagreb, los ustacha de las áreas cercanas encerraron a unos doscientos sesenta habitantes en una iglesia, los mataron y luego incendiaron la iglesia. Para septiembre de 1941, más de ciento dieciocho mil serbios habían sido expulsados del NDH, se destruyeron o profanaron muchas iglesias ortodoxas y numerosos sacerdotes ortodoxos fueron asesinados o expulsados.
A fines de julio de 1942, todos los campos de concentración del NDH fueron oficialmente transferidos del Ministerio del Interior al Servicio de Vigilancia Ustacha, que los había administrado desde agosto de 1941. Había unos veinte campos de dimensiones grandes y medianas; el de Jasenovac era el mayor de todos al estar formado por un conglomerado de campos menores cerca de la confluencia de los ríos Sava y Una. Los campos fueron notorios por la brutalidad, la barbarie y el gran número de víctimas. Incluso después de la disolución del Servicio de Vigilancia Ustacha en enero de 1943, Vjekoslav Luburić siguió a cargo de los campos de concentración durante la mayor parte de la guerra.
En agosto de 1942, elementos de la Milicia Ustacha, junto a fuerzas de la Guardia Nacional Croata y alemanas, llevaron a cabo una gran operación antipartisanos en Sirmia. Durante esta ofensiva, las unidades de la Milicia Ustacha perpetraron atrocidades a gran escala contra la población serbia de la región, para luego enviar con las unidades alemanas a miles de civiles serbios, inclusive mujeres y niños, así como algunos partisanos, a los campos de concentración de Jasenovac, Sisak, Stara Gradiška y Zemun.

## Rangos e insignias

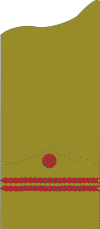
Krilnik (General)
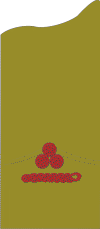
Pukovnik (Coronel)
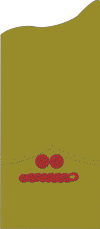
Dopukovnik (Teniente Coronel)
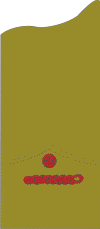
Bojnik (Mayor)
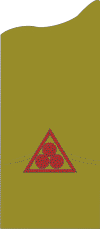
Nadsatnik (Senior Captain)
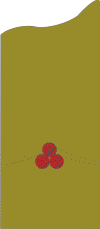
Satnik (Capitán)
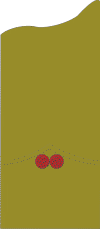
Natporučnik (Teniente)
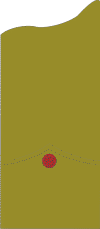
Poručnik (Subteniente)
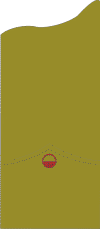
Zastavnik (Warrant Officer 1)
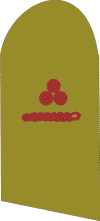
Časnički namjesnik (Warrant Officer 2)
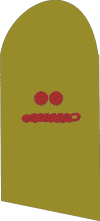
Stožerni vodnik (Staff Sergeant)
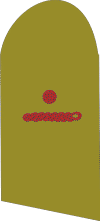
Vodnik (Sargento)
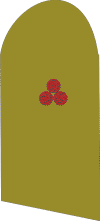
Dovodnik (Lance Sergeant)
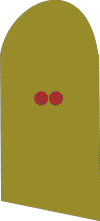
Rojnik (Cabo)
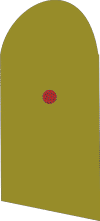
Dorojnik (Lance Corporal)
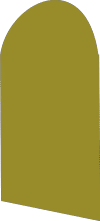
Vojničar (Soldado raso)